# سانی شنر
سانی شنر (انگلیسی: Sani Şener؛ زادهٔ ۱۹۵۵) یک تاجر اهل ترکیه است.